# فحص الحالة العقلية
فحص الحالة العقلية أو فحص الحالة النفسية، يختصر MSE، يعتبر جزءا هاما من الفحص السريري للمريض في كل من الأمراض النفسية والعصبية، فهو يتضمن فحصا منظما للمريض في كل من النواحي التالية: المظهر العام، السلوك، الحالة المزاجية، الكلام، عملية التفكير ومحتواها، الإدراك الحسي، الاستبصار بالحالة المرضية والحكم على الأمور.
هناك بعض الاختلافات البسيطة بين الإصدارات الفرعية للفحص من حيث الترتيب، أسماء أجزاء الفحص أو محتواها.
الهدف الأساسي من فحص الحالة العقلية هو الحصول على صورة تفصيلية لحالة المريض العقلية والتي تساعد الطبيب - بالإضافة إلى االتاريخ المرضى للحالة الفحص السريري وغيرها من الأبحاث المخبرية- في إعطاء صورة أشمل وأعم لحالة المريض العقلية ومن ثم التوصل إلى تشخيص أدق للحالة فضلا عن وضع الخطة العلاجية المناسبة لها.
يتم جمع المعلومات بطرق مباشرة وغير مباشرة، إذ يتم توجيه أسئلة مباشرة لفحص الحالة العقلية للمريض وأثناء ذلك يلاحظ الطبيب بطريق غير مباشرة سلوكيات وتصرفات المريض وردود أفعاله.ويجب ألا يتم الخلط بين هذا الفحص وفحص الحالة العقلية المصغر الذي يستخدم كفحص سريع لحالات الخرف.

## الأصل النظري للفحص
أتي فحص الحالة العقلية من إحدى مقاربات الطب النفسي تعرف بالتوصيف النفسمرضي. أو علم التوصيف الأسلوبي. والذي أتى من عمل الطبيب النفسي والفيلسوف كارل جاسبرز.
و￼من وجهة نظر كارل جاسبر تكون الطريقة المثلى للتعرف على حالة المريض عن طريق وصفه هو شخصيا للحالة ويتم ذلك عن طريق التعاطف مع المريض بعيدا عن التنظيرات العلمية ودون أن يؤدي الفاحص دور المراقب ويعتبر ذلك اختلاف عن الطريقة التحليلية القائمة أساسا على فهم الفاحص التفاعلات التي لايدري بها المريض كالحيل الدفاعية أو الإنسياقات اللاشعورية، أما في التطبيق العملى فيعد فحص الحالة العقلية خليطا من النوعين؛ فقد ثار النقاش حول الأمر طويلا من حيث كون الفحص يعتمد على تجربة المريض أم خبرة الفاحص وقدرته على أكتشاف العلامات المرضية والأعراض.

## التطبيق
يعد فحص الحالة العقلية مهارة أساسية يجب أن يتمتع بها موظفو الصحة العقلية المؤهلين. يعد جزءًا أساسيًا من التقييم النفسي الأولي في العيادات الخارجية أو مستشفى الأمراض النفسية. هو مجموعة منهجية من البيانات التي تُبنى على مراقبة سلوك المريض من قبل الطبيب أثناء مقابلته. والغرض من ذلك هو إيجاد أدلة على أعراض وعلامات الاضطرابات النفسية، بما في ذلك الخطر على الذات والآخرين، التي تُلاحظ وقت المقابلة. بالإضافة إلى ذلك، تُستخدم المعلومات المتعلقة ببعد نظر مريض وقدرته على الحكم والتفكير المجرد بهدف أخذ القرارات حول استراتيجية العلاج واختيار خطة العلاج المناسبة. يُجرى هذا الفحص على شكل استجواب غير رسمي، باستخدام مجموعة من الأسئلة المفتوحة والمغلقة، تليها اختبارات منظمة لتقييم الإدراك. يمكن أيضًا اعتبار فحص الحالة العقلية جزءًا من الفحص الجسمي الشامل الذي يجريه الأطباء والممرضين رغم إمكانية إجرائه بطريقة سريعة ومختصرة في منشآت الصحة غير النفسية. عادةً ما تُسجل المعلومات كنص حر تحت العناوين المعيارية، ولكن قوائم المراجعة المختصرة متاحة للاستخدام في حالات الطوارئ، مثلًا، من قبل المسعفين (باراميديكس) أو موظفي قسم الطوارئ. تُستخدم المعلومات المستخلصة من فحص الحالة العقلية، بالإضافة إلى المعلومات الشخصية والاجتماعية وتاريخ الأمراض النفسية، لإيجاد تشخيص وصياغة خطة العلاج.

## المجالات

### المظهر
يقيم الأطباء الجوانب الجسمية مثل مظهر المريض، بما في ذلك العمر الظاهري والطول والوزن وطريقة اللبس والتبرج. قد تشير الملابس الملونة أو الغريبة إلى الهوس، بينما قد توحي الملابس غير المرتبة والقذرة بالفصام أو الاكتئاب. إذا بدا المريض أكبر من عمره الحقيقي، قد يشير ذلك إلى ضعف في الرعاية الذاتية أو اعتلال في الصحة. قد تعطي الملابس والإكسسوارات الخاصة بثقافة فرعية معينة، أو تعديلات الجسم، أو الملابس غير التقليدية لجنس المريض، أدلة على شخصيته. قد تشمل ملاحظات المظهر الجسمي مؤشرات إدمان الكحول أو تعاطي المخدرات، مثل علامات سوء التغذية، ولطخات النيكوتين، وتآكل الأسنان، والطفح الجلدي حول الفم الناتج عن التعاطي عبر الاستنشاق، أو علامات إدخال الإبرة من تعاطي المخدرات عن طريق الحقن. يمكن أن تشمل الملاحظات أيضًا أي رائحة قد تشير إلى سوء النظافة الشخصية بسبب الإهمال الشديد للذات أو التسمم بالكحول. قد يشير فقدان الوزن أيضًا إلى اضطراب اكتئابي أو مرض جسدي أو فقدان الشهية العصابي أو قلق مزمن.

### الموقف
يشير الموقف أيضًا إلى الألفة أو التعاون، ويشير إلى مدى تفاعل المريض في أثناء المقابلة وجودة المعلومات المستخلصة أثناء التقييم.

## السلوك
تشمل اضطرابات السلوك، وتسمى أيضًا اضطرابات النشاط، ملاحظة حركات معينة غير طبيعية، بالإضافة إلى ملاحظات أكثر عمومية حول مستوى نشاط المريض وتفاعله، وملاحظات حول التقاء العيون ومشية الإنسان. قد تشير الحركات غير الطبيعية، مثل الرقاص والكنع والكنع الرقصي، إلى اضطراب عصبي. قد يشير الرعاش أو خلل التوتر إلى حالة عصبية أو آثار جانبية للأدوية المضادة للذهان. قد يعاني المريض من العرّات (حركات أو أصوات لاإرادية شبه هادفة) والتي قد تكون من أعراض متلازمة توريت. توجد مجموعة من الاضطرابات الحركية التي تعتبر نموذجية لشذوذ الحركة، مثل الحركة الصدوية والتخشب والمرونة الشمعية وخطل التوتر. قد تكون الحركات النمطية (الحركات المتكررة شبه الهادفة مثل الاهتزاز أو ضرب الرأس) أو السلوكية (حركات غير طبيعية متكررة شبه هادفة مثل الإيماء أو المشية غير الطبيعية) من مؤشرات الفصام المزمن أو التوحد.

### الحديث
يتم تقييم كلام المريض من خلال مراقبة حديثه العفوي واستخدام اختبارات منظمة لوظائف لغوية محددة. يتعلق هذا العنوان بنطق الكلام وليس محتوى الحديث، والذي يتم تناوله في إطار عملية التفكير ومحتوى الفكر. عند مراقبة حديث المريض العفوي، يلاحظ القائم بإجراء المقابلة سمات اللغة الجانبية مثل الجهارة والإيقاع واللحن والتنغيم والنبرة والتصويت والتلفظ والكمية والسرعة والعفوية في الكلام، ثم يقيمها. تبين أن العديد من السمات الصوتية قد تتغير بشكل كبير في اضطرابات الصحة النفسية والعقلية. يتضمن التقييم المنظم للكلام تقييمًا للغة التعبيرية من خلال مطالبة المريض بتسمية الأشياء أو تكرار جمل قصيرة أو إنتاج أكبر عدد ممكن من الكلمات من فئة معينة في وقت محدد. تشكل الاختبارات اللغوية البسيطة جزءًا من اختبار الحالة العقلية المصغر (اختبار فلوشتاين). في الممارسة العملية، غالبًا ما يُبلغ عن تقييم اللغة الاستقبالية والتعبيرية تحت عنوان الإدراك.

### محتوى الفكر
يشكل وصف محتوى الفكر الجزء الأكبر من تقرير فحص الحالة العقلية. يصف أفكار المريض الانتحارية والاكتئاب والوهام والأفكار المبالغ فيها والهواجس والرهاب والانشغالات. يجب التأكيد على أهمية فصل محتوى الفكر إلى فكر مرضي وفكر غير مرضي. الأهم من ذلك، يجب على الفاحص تحديد ما إذا كانت الأفكار الانتحارية اندساسية وغير مرغوب فيها وغير قابلة للترجمة إلى فعل الانتحار (العقل المذنب)، مقابل الأفكار الانتحارية التي قد تؤدي إلى الانتحار الفعلي (الفعل المذنب).

## روابط خارجية
- MED/3358 في موقع إي ميديسين